# Ernst Winkler
Ernst Winkler (ur. 11 marca 1955 r.) – austriacki narciarz alpejski. Nie startował na żadnych igrzyskach olimpijskich ani mistrzostwach świata. Najlepsze wyniki w Pucharze Świata osiągnął w sezonie 1976/1977, kiedy to zajął 16. miejsce w klasyfikacji generalnej, a w klasyfikacji zjazdu był czwarty.

## Sukcesy

### Puchar Świata

#### Miejsca w klasyfikacji generalnej
- 1974/1975 – 41.
- 1975/1976 – 28.
- 1976/1977 – 16.
- 1979/1980 – 84.

#### Miejsca na podium
1. Aspen – 12 marca 1976 (zjazd) – 3. miejsce
2. Garmisch-Partenkirchen – 8 stycznia 1977 (zjazd) – 2. miejsce
3. Morzine – 30 stycznia 1977 (zjazd) – 3. miejsce
4. Heavenly Valley – 13 marca 1977 (zjazd) – 2. miejsce